# Grynkvarnsparken

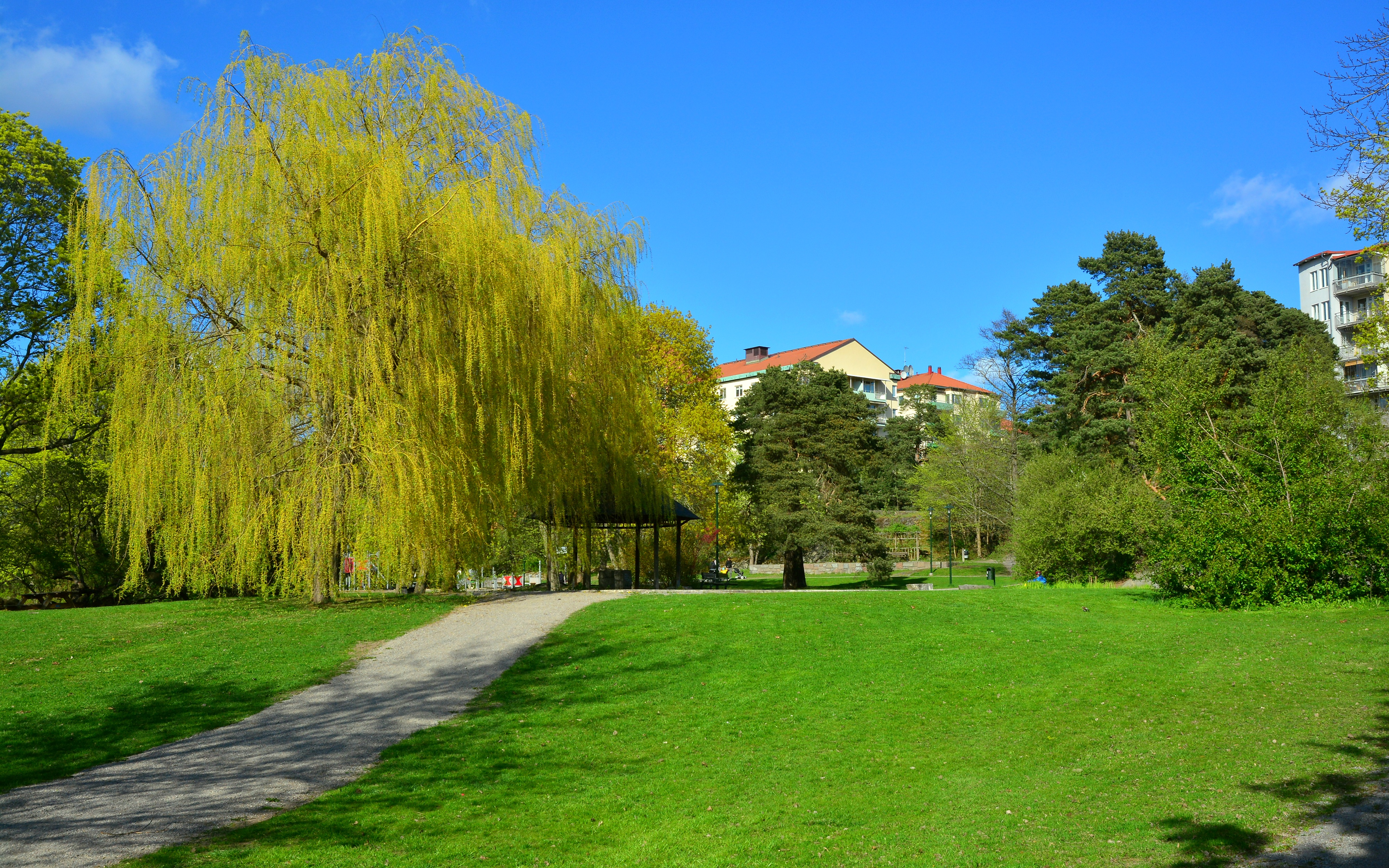
Grynkvarnsparken, vy mot nordväst.

Grynkvarnsparken är en park i Johanneshov i södra Stockholm, med läge nordost om Bolidenplan och öster om Johanneshovsvägen. Under parken passerar Talltunneln, som är en av påfarterna till Södra länken från Gullmarsplan. Parken ritades i mitten av 1950-talet av Stockholms stadsträdgårdsmästare Holger Blom och hans medarbetare Erik Glemme. 

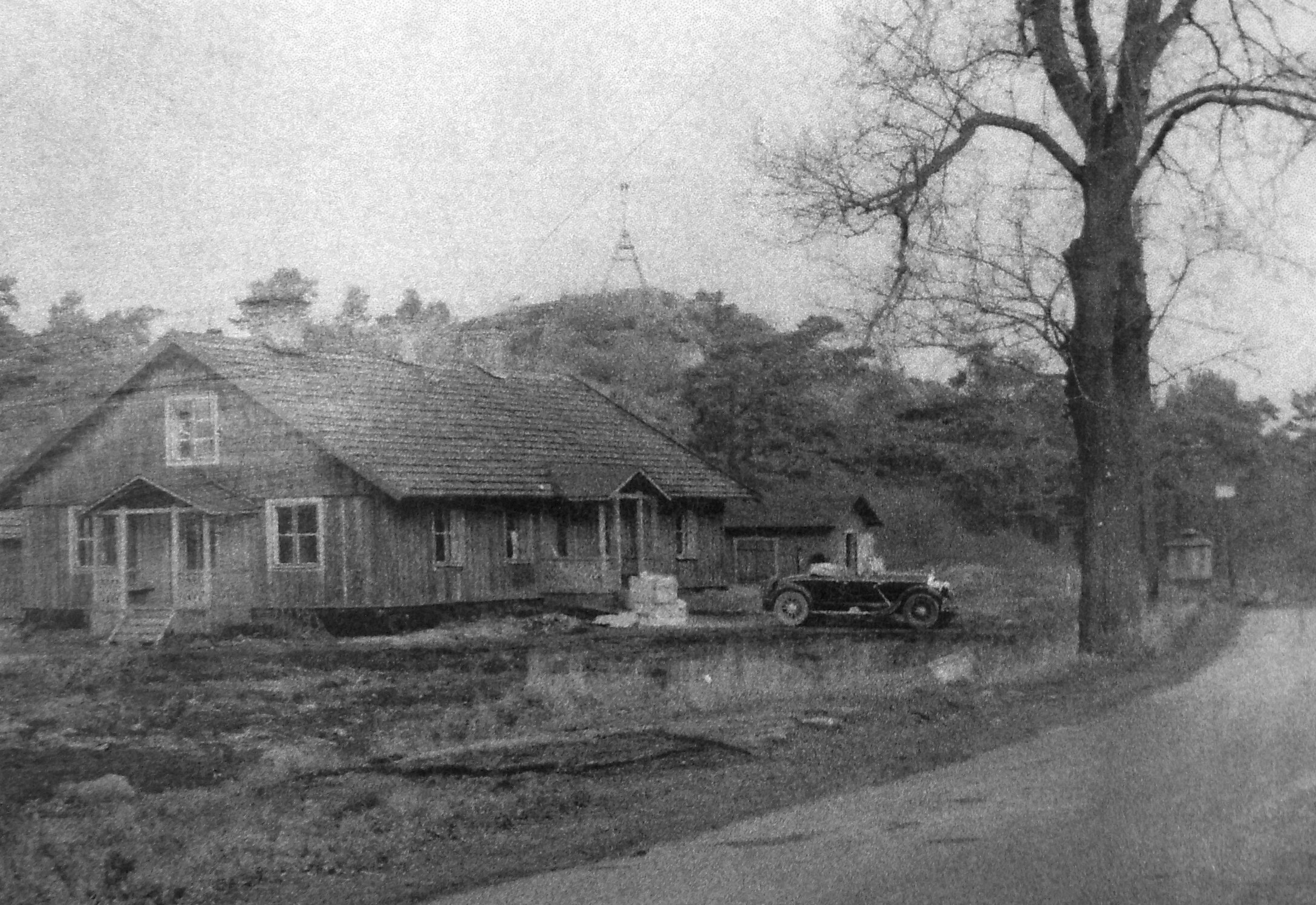
Grynkvarns gård på 1930-talet

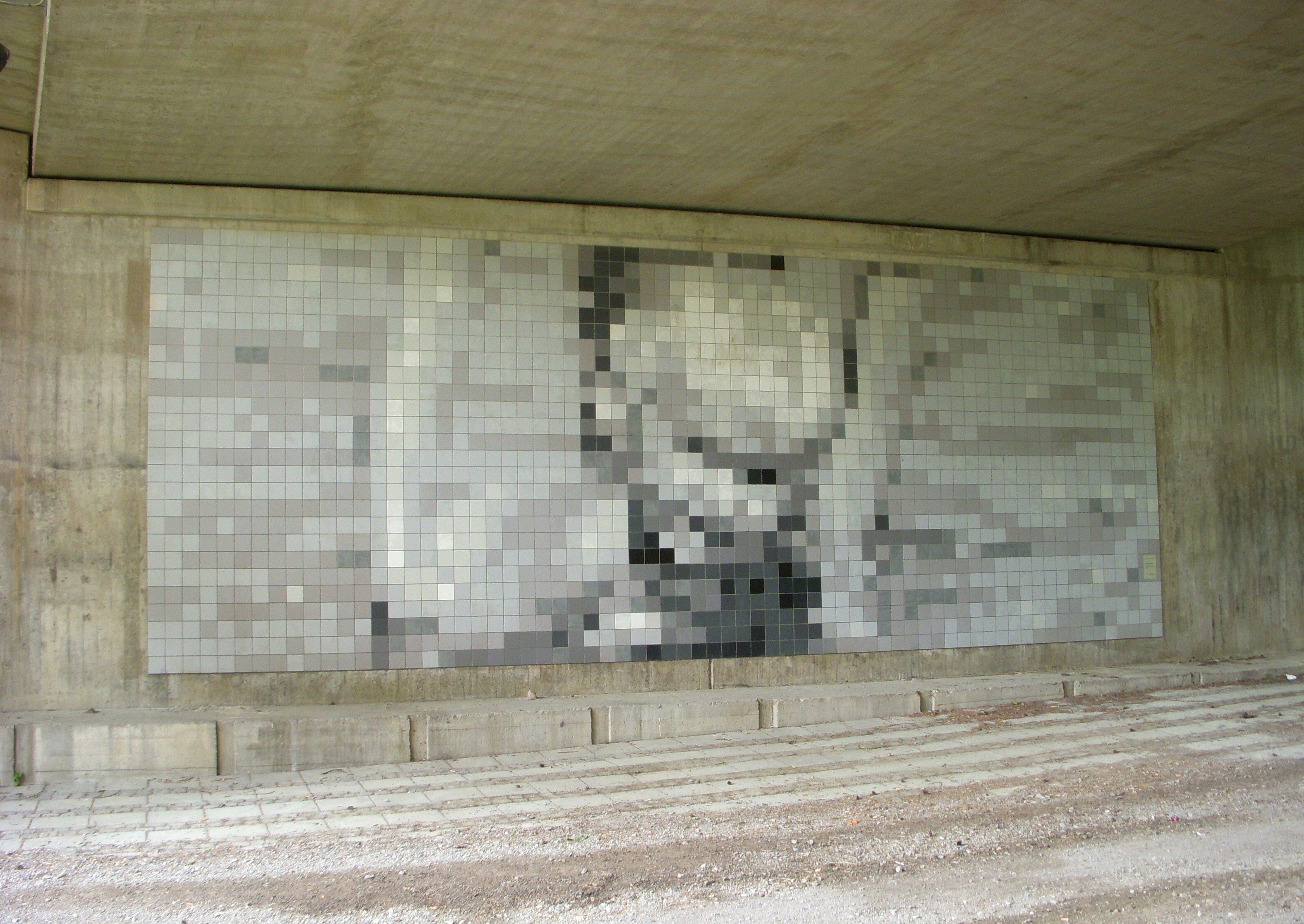
"Grått i grått" under Etsarvägens viadukt

Grynkvarnsparken har fått sitt namn efter den grynkvarn som fanns här tidigare. Grynkvarns gård låg intill Huddingevägen (numera Johanneshovsvägen) och revs på 1940-talet. I parkens södra del vid nuvarande Bolidenvägen 2 låg torpet Linde, som var ett skjutsställe och en krog.
Parken sträcker sig längs Johanneshovsvägens östra sida och har en yta av 2,9 ha. Den karaktäriseras av bergsluttningar och höga tallar i kanterna. I parkens nordöstra del finns en liten damm. Den är restaurerad men fungerar idag för lokalt omhändertagande av dagvatten. 
I viadukten under Etsarvägen, som leder ner från bostadsområdet till parken, har konstnären Maria Ängquist-Klyvare utfört en bildmosaik med namnet "Grått i grått". Den är utförd med klinkerplattor i 16 olika grå färgnyanser och visar ett badande barn. Motivet uppfattas först när man betraktar konstverket från avstånd.
I parkens södra del finns rester an en äldre lönnallé som härstammar från slutet av 1800-talet. Här passerade Göta landsväg som var Stockholms södra utfart innan Södertäljevägen kom till i slutet av 1600-talet.
Området var ursprungligen ett reservat för en tänkt tunnelbanegren till Årsta, Årstabanan. När den planen skrinlades så anlades istället parken som invigdes 1957 efter ritningar av Holger Blom och Erik Glemme. Parken är gestaltad i den så kallade Stockholmsstilen, som anknöt till Bloms klassiska parkprogram från 1946, där den funktionalistiska synen på parkens uppgifter i Stockholms stadsbyggande sammanfattades. Från början var parken en stor lekpark med plaskdamm, parklek, gungor, kojor, barnhage och bollplan. Under 1970-talet förändrades befolkningssammansättningen, det blev mindre antal barn och parken förföll. På 1990-talet rustades parken med en naturdamm och paviljong samt fler sittplatser, pergola och blomsterrabatter.